# Consejo Provincial de Río Muni
El Consejo Provincial de Río Muni fue una institución de la República de Guinea Ecuatorial, siendo el órgano representativo de la Provincia de Río Muni.

## Historia
El órgano fue establecido en 1968 tras la Independencia de Guinea Ecuatorial, siendo el sucesor de la Diputación Provincial de Río Muni. 
De acuerdo a la Constitución de Guinea Ecuatorial de 1968, el Consejo de Río Muni se componía de doce Consejeros (siendo uno de ellos el presidente del Consejo), uno de ellos elegido por la circunscripción de Corisco. Los Consejeros eran elegidos por sufragio universal, y su mandato coincidía con el de la Asamblea de la República.  Las primeras elecciones al Consejo se celebraron en paralelo a las Elecciones generales de Guinea Ecuatorial de 1968. La composición del Consejo quedó determinada de la siguiente forma:
- Miguel Eyegue Ntutumu (Presidente)
- Andrés Nchuchuma Micó (Vicepresidente)
- Antonio Edjo Edú
- Lázaro Evung Alú
- José Martínez Biquie
- Tomás Mbombio Eworo
- José Nsue Eyama
- Salvador Nsue Micó
- Martín Nvó Nguema
- Jorge Oma Ekoka
- Francisco Bodien Ngalo
- Luis Mitogo Ekang

Las funciones del Consejo involucraban todo lo referente a administración y competencia provincial, en especial la aprobación de las disposiciones de carácter general de índole provincial y la adopción de los presupuestos de la Provincia presentados por el Presidente de la República.
En 1971, tras establecerse la dictadura de Francisco Macías Nguema, se dispuso por decreto presidencial que "Los Consejos Provinciales y Ayuntamientos se regirán con arreglo al Régimen Local que se elaborará previa aprobación de la Asamblea Nacional."
La Constitución de Guinea Ecuatorial de 1973 establecía un estado unitario, con lo cual las provincias fueron abolidas y por consiguiente los Consejos Provinciales desaparecieron.